# نزابودیتسه
نزابودیتسه (به چکی: Nezabudice) یک منطقهٔ مسکونی در جمهوری چک است که در ناحیه راکوونیک واقع شده‌است.